# Тихменев, Михаил Павлович
Михаи́л Па́влович Тихменев (22 декабря 1834, Богодухов, Харьковская губерния — 7 августа 1890, Красное, Ярославская губерния) — начальник штаба войск Приморской области (1865—1869); военный губернатор Приморской области (1880—1881), генерал-майор. Почётный гражданин города Хабаровска.

## Биография
Родился в семье отставного военного. Окончив Ярославскую гимназию, в 1852 году начал военную службу унтер-офицером Угличского егерского (пехотного) полка. 14 мая 1854 года выпущен прапорщиком в пехотный полк. После окончания военного училища в чине поручика служил на Украине.
Во время Крымской войны (1853—1856) — участник обороны Севастополя, защищал Волынский и Селенгинский редуты, Забалканскую батарею, Камчатский люнет. В мае 1855 года получил контузию и тяжёлое ранение в ногу.
С мая 1855 года причислен к Генеральному штабу. В 1862 году произведён в майоры. В 1863 году переведён в Приамурье, 12 августа 1864 года произведён в подполковники; старший адъютант при дежурном генерале Главного штаба (на 1.2.1865). С августа 1865 года — начальник штаба войск Приморской области в Николаевске-на-Амуре; 29 октября 1866 произведён в полковники. В 1869 году назначен членом правительственной комиссии для рассмотрения предложений Восточно-Сибирского генерал-губернатора об устройстве Амурского края. 13 мая 1873 года произведён в генерал-майоры. Старший адъютант при Главном штабе (на 1.11.1873), затем — командир 1-й бригады 33-й пехотной дивизии (на 15.2.1875).
В 1877—1878 годах участвовал в русско-турецкой войне, командовал отрядом при Базарджикском сражении.
В 1878—1880 годах — начальник штаба военного губернатора Приморской области. По указу императора произвел ревизию и серьёзное военно-стратегическое исследование Дальнего Востоке, в том числе разрешил спор о строительстве главной военно-морской базы России на дальнем Востоке в пользу Владивостока (на это одно время «претендовал» залив Святой Ольги). С 4 июня 1880 по 29 апреля 1881 года — военный губернатор Приморской области. Осенью он с женой и тремя сыновьями приехал в Хабаровск, ставший центром области. С именем М. П. Тихменева в Приамурье связана активная работа по заселению края крестьянами-переселенцами, обустройство новой столицы Приморской области, преобразовании селения Хабаровки в областной город. Активный, энергичный, горячий, прямой и честный, пользующийся большой популярностью среди местной интеллигенции, губернатор искренне любил край, желал принести ему пользу и всеми своими действиями доказывал это. Жители знали и помнили его дела в период службы начальником штаба войск Приморской области, которые принесли ему «всеобщую любовь и уважение не только среди русского, но и инородческого населения». В благодарность за его деятельность в Дальневосточном крае на первом общем собрании обывателей Хабаровки 26 ноября 1880 года было предложено избрать его почётным гражданином. М. П. Тихменев это предложение не поддержал, заявив, «что со временем, когда подольше поживёт в Приморской области, он не откажет в принятии на себя этого звания». Вторую просьбу горожан, единогласно избравших его почётным гражданином на общем собрании 21 июня 1881 года, М. П. Тихменев принял и был в этом звании утверждён Высшей властью. В должности губернатора он пробыл менее года. Официальной причиной его отъезда была «болезнь жены», страдающей туберкулёзом. Другая причина — прогрессивный администратор, не отличающийся искательностью и льстивостью, умеющий оперативно и самостоятельно принимать решения, не очень нравился генерал-губернатору Восточной Сибири Д. Г. Анучину.
В 1883 году вышел в отставку, вместе с семьёй жил в имении «Красное», в 18 верстах от Рыбинска, где и умер от апоплексического удара. Похоронен на Георгиевском кладбище Рыбинска.

### Семья
Жена; сыновья:
- Владимир (11 декабря 1868 — ?);
- Николай (1872—22 июня 1954), генерал-лейтенант;
- Георгий (30 сентября 1873 — ?);
- Алексей (19 февраля 1881 — 16 марта 1917, Одесса[7]), полковник лейб-гвардии Финляндского полка.

## Награды
- орден Святого Владимира 4-й степени с мечами (1855)[4][1]
- орден Святой Анны 3-й степени с мечами (1855)[1][4]
- серебряная медаль «За защиту Севастополя»[1]
- бронзовая медаль на Андреевской ленте «В память войны 1853—1856 гг.»[1]
- единовременно 561 рублей (1863)[4]
- орден Святой Анны 2-й степени с императорской короной и мечами(1868)[4] — за водворение порядка в Южно-Уссурийском крае, нарушенного манзами и китайскими разбойничьими шайками[1]
- орден Святого Владимира 3-й степени (1872)[4]
- орден Святого Станислава 1-й степени (1877)[1]
- золотая сабля с надписью «За храбрость» (1877)[1]
- орден Святой Анны 1-й степени (1880)[1]
- Почётный гражданин Хабаровки (21.6.1881)[2][4]

## Память
Именем М. П. Тихменева названы:
- населённый пункт в Приморском крае,
- река и посёлок на Сахалине в Поронайском районе[1].
- Улица в Хабаровске (ныне — улица Серышева)[1].
- Улица в Уссурийске Приморского края.